# Armando de Miranda
Armando de Miranda (Portimão, 16 de Novembro de 1904 - Brasil, 1971) foi um jornalista e cineasta português. Em 1951 emigrou para o Brasil onde acabou os seus dias em 1971.

## Biografia

### Jornalismo
Como jornalista colaborou em vários jornais algarvios de cunho regionalista, nomeadamente: 
- Algarbh (1922)
- Espectáculo (1936-1937)
- O Jornal de Portimão (1925-1926)
- Vibração (1931)

### Filmografia
Realizou os filmes: 
- Diabo de Vila Velha, O (1966)
- A Montanha dos Sete Ecos (1963)
- Cantor e a Bailarina, O (1960)
- Uma Vida para Dois (1953)
- Cidade do Cabo (1952)
- Danças Guerreiras (1952)
- A Volta de José do Telhado (1949)
- Uma Vida para Dois (1949)
- Serra Brava (1948)
- Aqui, Portugal (1947)
- Capas Negras (1947)
- Trás-os-Montes (1947)
- Caldas de Aregos (1946)
- José do Telhado (1945)
- Ave de Arribação (1943)
- A Mulher e o Inverno (1942)
- Pão Nosso (1940)
- Algarve Encantado (1938)
- Aspectos de Óbidos (1937)
- Azenhas do Mar (1937)
- Caçadas no Alentejo (1937)
- Mourão (1937)
- Paisagens Alentejanas (1937)
- Pernes (1937)
- Rapsódia Alentejana (1937)
- Reguengos de Monsaraz (1937)